# Картофельная тля
Картофельная тля (лат.  Aulacorthum solani) — вид тлей рода Aulacorthum из трибы Macrosiphini. Космополит. Встречаются повсеместно, так как благодаря картофелю интродуцирована во многие страны мира (в России всюду, включая Камчатку, Магаданскую область и Командорские острова), кроме приполярных областей. Длина от 3,2 до 3,5 мм. Тело блестящее, эллипсоидной формы, основная окраска от беловато-зелёной до желтовато-зелёной. Брюшные трубочки почти в 2 раза длиннее хвостика. Вредит многим сельскохозяйственным культурам, таким как картофель, томаты и другим (соя, тыква, огурцы, дыня, цветочные декоративные растения), высасывая соки из листьев и стеблей и распространяя растительные вирусы.
Вид был впервые описан в 1843 году немецким энтомологом Иоганном Генрихом Кальтенбахом (Johann-Heinrich Kaltenbach; 1807—1876) под первоначальным названием Aphis solani Kaltenbach, 1843.
Подвиды:
- Aulacorthum solani aegopodii Börner, 1939
- Aulacorthum solani cylactis  Börner, 1942
- Aulacorthum solani orientale  Hille Ris Lambers, 1949
- Aulacorthum solani solani Kaltenbach, 1843